# ノエインステーション ネットの向こうの君へ
ノエインステーション ネットの向こうの君へ（ - むこうのきみへ）は、アニメ『ノエイン もうひとりの君へ』の関連番組としてメディファクラジオ、TE-A roomで配信されていたインターネットラジオ番組。

## 概要
- パーソナリティ：工藤晴香（上乃木ハルカ役）、名塚佳織（向井ミホ役）
- 配信期間：2005年10月12日〜2006年9月29日
- 配信サイト：メディファクラジオ、TE-A room
- 配信日：隔週水曜日（#1〜#17）、不定期（#18〜#21）

## コーナー
ノエイン的自己紹介
カードの指令で自己紹介をする。

### 例
- 「語尾にニャンとつける」君で
- 「アントニオ猪木」の君で

など
ノエイン道先案内人
番組の終盤のコーナー。ノエインの裏話、裏情報などを紹介する。

## ゲスト
- 第4回、5回：中井和哉（カラス役）
- 第7回、8回：瀧本富士子（後藤ユウ役）
- 第10回、11回：千葉紗子（長谷部アイ役）
- 第12回、13回、20回、21回：赤根和樹（ノエイン監督）
- 第15回、16回：中原麻衣（二条雪恵役）